# Ostatni don (powieść)
Ostatni don (ang. The Last Don) – powieść autorstwa Maria Puzo wydana po raz pierwszy w 1996 roku.

## Miniserial
Ostatni don został zekranizowany w 1997 roku. Nakręcono miniserial na który składały się trzy odcinki. Rok później powstał sequel zatytułowany Ostatni don II.
Akcja powieści rozgrywa się w Las Vegas.